# Fernando Scheffer
Fernando Scheffer (ur. 6 kwietnia 1998 w Belo Horizonte) – brazylijski pływak specjalizujący się w stylu dowolnym, brązowy medalista igrzysk olimpijskich, mistrz i rekordzista świata na krótkim basenie w sztafecie 4 × 200 m stylem dowolnym.

## Kariera
Na mistrzostwach świata na krótkim basenie w Hangzhou w 2018 roku wraz z Luizem Melo, Leonardo Coelho Santosem i Breno Correią zwyciężył w wyścigu sztafet 4 × 200 m stylem dowolnym. Brazylijczycy czasem 6:46,81 pobili rekord świata.
W lipcu 2019 roku podczas mistrzostw świata w Gwangju na dystansie 200 m stylem dowolnym zajął dziewiąte miejsce z czasem 1:45,83.
Kilka tygodni później na igrzyskach panamerykańskich w Limie zwyciężył w konkurencji 200 m stylem dowolnym, uzyskawszy czas 1:46,68. Na dystansie dwukrotnie dłuższym był drugi (3:49,60). Scheffer wywalczył też złoto w sztafecie 4 × 200 m stylem dowolnym.
Podczas igrzysk olimpijskich w Tokio w eliminacjach 200 m stylem dowolnym ustanowił nowy rekord Ameryki Południowej (1:45,05). W finale tej konkurencji zdobył brązowy medal i czasem 1:44,66 poprawił rekord kontynentu.